# Abomey-Calavi
Abomey-Calavi je grad na jugu Benina, predgrađe Cotonoua, od čijeg je centra udaljen 18 km. Poznat je po svojem sveučilištu, Université d’Abomey-Calavi.
Prema popisu iz 2002. godine, Abomey-Calavi je imao 61.450 stanovnika.